# El Guayacán, Sinaloa
El Guayacán är en ort i Mexiko.   Den ligger i kommunen Salvador Alvarado och delstaten Sinaloa, i den västra delen av landet, 1 100 km nordväst om huvudstaden Mexico City. El Guayacán ligger 80 meter över havet och antalet invånare är 179.
Terrängen runt El Guayacán är platt. Runt El Guayacán är det ganska tätbefolkat, med 111 invånare per kvadratkilometer. Närmaste större samhälle är Guamúchil, 12,2 km söder om El Guayacán. Trakten runt El Guayacán består till största delen av jordbruksmark.